# Колери (Павија)
Колери је насеље у Италији у округу Павија, региону Ломбардија.
Према процени из 2011. у насељу је живело 205 становника. Насеље се налази на надморској висини од 902 м.